# ロバート・ジェンキンス
ロバート・ヘンリー・ジェンキンス・ジュニア（Robert Henry Jenkins, Jr. 1948年6月1日 - 1969年3月5日）は、アメリカの軍人。アメリカ海兵隊の一員としてベトナム戦争に従軍した。1969年に戦死した後、名誉勲章を追贈された。

## 経歴
1948年、フロリダ州インターラチェンに生まれる。1955年から1963年までオークグローブ小学校(Oak Grove Elementary School)に通い、1963年から1967年までパラトカのセントラルアカデミー高校(Central Academy High School)に通った。
彼はフロリダ州ジャクソンビルにて海兵隊に入隊し、サウスカロライナ州にあるパリスアイランド志願兵訓練所の新兵訓練連隊第2新兵訓練大隊にて訓練に参加した。1968年4月1日、訓練を終えて一等兵(private first class)に昇進する。
彼はノースカロライナ州のキャンプ・レジューンに送られ、第1歩兵訓練連隊第2歩兵訓練大隊にて戦闘訓練を受け、また第1歩兵訓練大隊では特別戦闘訓練も受けた。1968年5月末、キャンプ・レジューンでの訓練を終える。
1968年7月、ベトナム共和国に派遣され、現地にて第3海兵師団第3偵察大隊の本部中隊(Headquarters and Service Company)に配属された。7月末には運転手として第3大隊C中隊に移されている。
1969年3月5日、ジェンキンスはC中隊付の機関銃手として非武装地帯南方に位置するアルゴンヌ火力支援基地(Fire Support Base Argonne)を巡る戦いに参加した。迫撃砲や機関銃、手榴弾による攻撃の最中、彼は仲間の1人であるフレッド・オストロム(Fred Ostrom)と配置についていた。そこへ手榴弾が投げ込まれた時、ジェンキンスはすぐにオストロムの上に覆いかぶさり、手榴弾の爆風や破片から彼の命を救おうとした。その結果、オストロムは一命を取り留めたものの、ジェンキンスは致命傷を受けまもなく死亡した。死後、この英雄的な行動により名誉勲章の追贈が決定した。
1970年4月20日、ホワイトハウスにてジェンキンスの家族に対する名誉勲章の授与が副大統領スピロ・アグニューにより行われた。
ジェンキンスの遺体は故郷インターラチェンのシスター・スプリングバプティスト墓地(Sister Spring Baptist Cemetery)に埋葬された。

## 受章
| A light blue ribbon with five white five pointed stars |  |  |
|                                                        |  |  |

| 名誉勲章     | 名誉戦傷章           | 戦闘行動記章       |
| 国防従軍記章 | ベトナム戦争従軍記章 | ベトナム戦争記念章 |

## 名誉勲章の勲記
ジェンキンスに授与された名誉勲章の勲記には、次のように記されている。